# Мар'ям Шейхалізаде

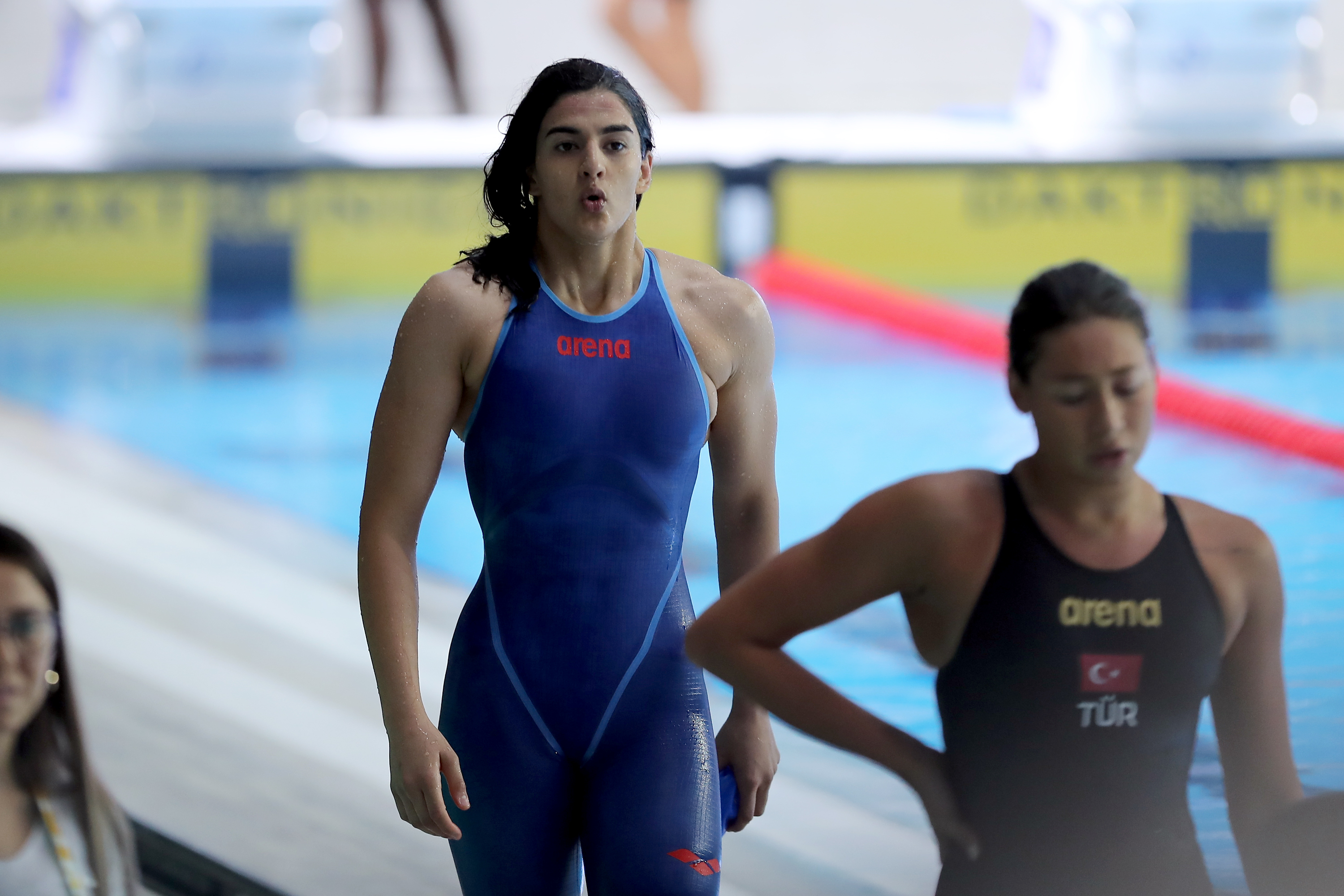

Мар'ям Шейхалізаде (перс. مریم شیخ‌علیزاده‎; 18 липня 2004) — азербайджанська плавчиня.
Учасниця Олімпійських Ігор 2020 року, де на дистанції 100 метрів батерфляєм посіла 30-те місце і не потрапила до півфіналів.